# Локаут у Националној хокејашкој лиги 2004/05.
Локаут у националној хокејашкој лиги (НХЛ) у сезони 2004/05. резултовао је одлагање 88. по реду сезоне. Први пут од 1919. године није додељен Стенлијев трофеј, први пут да је нека професионална лига у Северној Америци прекинула комплетну сезону због спора са радницима и други пут након штрајка у МЛБ-у из 1994/95. да је нека професионална лига у Северној Америци отказала плеј-оф.
Локаут је трајао десет месеци и шест дана почевши од 16. септембра 2004., дан након што је колктивни уговор којим је окончан локаут у сезони 1994/95. између челника лиге и асоцијације играча у НХЛ-у (НХЛПА) истекао. Локаут из 2004/05. имао је за последицу 1.230 неодиграних утакмица. Преговарачки тимови постигли су договор 13. јула 2005. године а штрајк је званично завршен 9 дана касније (22. јула) пошто су обе стране, и власници лиге и играчи, ратификовали колктивни уговор.

## Узрок штрајка
НХЛ на челу са комесаром Геријем Бетменом покушао је да убеди играче да прихвате финансијски модел где би њихове плате зависиле од прихода лиге, гарантујући при том клубовима "предвидљиве трошкове". Према извештају који је затражио НХЛ а припремио бивши председник државне комисије за хартије од вредности Артур Левит, пред сезону 2004/05 клубови у лиги су на плате играча трошили око 76% од своје бруто зараде. То је знатно више у односу на друге северноамеричке спортове а на глобалном нивоу представљало је губитак за клубове од 273 милиона долара за време сезоне 2002/03.
21. јула 2004. године лига је Асоцијацији НХЛ играча представила шест концепата за постизања предвидљивих трошкова. Ови концепти су према тврдњама нудили различита решења, од чврстог и нефлексибилног модела какав постоји у Националној фудбалској лиги (НФЛ) преко балансираног модела који имају Главна фудбалска лига (МЛС) и Лига за фудбал у дворани (АФЛ), па до веома флексибилног модела који дозвољава неке изузетке од правила а какав се примењује у Националној кошаркашкој асоцијацији (НБА). Према Бетменовим речима, порез на луксуз, сличан ономе који се наплаћује у бејзбол лиги не бих могао да обезбеди предвидљивост трошкова за клубове. Многи спортски коментатори окарактерисали су Бетменов план као разуман, али су многе критике упућивале на то да је висок селари-кеп (лимит на максималну плату) у ствари покушај да се придобију јаки тржишни клубови као што су Торонто, Монтреал, Њујорк ренџерси, Ванкувер и Филаделфија, исти они који су били супротстављени Бетмену за време локаута 1994/95.
Асоцијација играча оспорила је сва потраживања од стране лиге. Према речима синдиката, "предвидљиви трошкови" нису ништа више од еуфемизма за селари-кеп, што су обећали да никада неће прихватити. Они су одбацили сваки од шест концепата које је НХЛ представио, тврдећи да сваи садрже неки вид ограничења на плате играча. Асоцијација је стала у одбрану постојећег система "нагодбе" где играчи појединачно договарају услове са клубовима, док клубови, с друге стране, имају потпуну контролу над буџетом који желе да потроше на играче. Оправданост неповерења играча у намере лиге потврдио је у новембру 2004. Форбсов извештај у коме стоји да реални губици нису ни упола од онога што лига потражује.
Неколико играча критиковало је уговоре којим су поједини осредњи играчи преплаћивани. Један од примера био је уговор Боба Холика из 2002. године према коме је потписао петогодишњи уговор са Њујорк ренџерсима у вредности од 45 милиона долара. Након две године Ренџери су поништили тај уговор.